# Argedava
Argedava (Argedauon, Sargedava, Sargedauon, Zargedava, Zargedauon, grec antic: Αργεδαυον, Σαργεδαυον) va ser una important ciutat dacia esmentada al Decret de Dionisòpolis (48 aC), i potencialment situada a Popești, un districte de la ciutat de Mihăilești, al comtat de Giurgiu, Muntènia (Romania).

## Decret de Dionisòpolis
Aquest decret va ser escrit pels ciutadans de Dionysopolis a Akornion, que van viatjar molt lluny, en una missió diplomàtica al pare d'algú es reuneixen a Argedauon.
La inscripció també fa referència al rei daci Burebista, i una interpretació és que Akornion era el seu conseller principal (grec antic: πρῶτοσφίλος, literalment "primer amic") a Dionisòpolis. Altres fonts indiquen que Akornion va ser enviat com a ambaixador de Burebista a Pompeu, per discutir una aliança contra Juli Cèsar.
Això condueix a suposar que l'esmentat Argedava era la capital de Burebista del regne daci. Malauradament, aquesta font no menciona la ubicació d'Argedava i les opinions dels historiadors es divideixen en dos grups.
Una escola de pensament, dirigida pels historiadors Constantin Daicoviciu i Hadrian Daicoviciu, assumeix que la inscripció parla d'Argidava i situa la capital potencial de Burebista a Vărădia, al comtat de Caraş-Severin (Romania). Les formes Argidava i Arcidava trobades en altres fonts antigues com Geographia de Ptolemeu (cap al 150 dC) i Tabula Peutingeriana (segle ii), situen clarament una ciutat dàcia amb aquests noms en aquesta ubicació geogràfica. El lloc també és a prop de Sarmizegetusa, una capital daca posterior.
Uns altres, dirigits per l'historiador Vasile Pârvan i el professor Radu Vulpe, van situar Argedava a Popeşti, al comtat de Giurgiu, Romania. Els arguments inclouen el nom de la connexió amb el riu Argeş, la posició geogràfica en una carretera potencial a Dionisòpolis que va seguir Akornion i, sobretot, la mida del descobriment arqueològic de Popeşti que dona a entendre un palau reial. Tanmateix, no hi ha altres fonts, de manera que no es poden fer suposicions exactes sobre el seu nom daci.
És possible que les dues daves diferents siguin homònimes.
La inscripció de marbre està danyada a moltes zones, inclosa just abans de la paraula Argedauon, i és possible que la paraula original hagués estat Sargedauon (grec antic: Σαργεδαυον) o Zargedauon. Aquest formulari es podria relacionar amb Zargidaua esmentat per Ptolemeu en una ubicació geogràfica diferent. O bé, podrien ser homònims.
El decret, una inscripció fragmentària de marbre, es troba al Museu Nacional de Sofia.

## Referència literària
- Mihai Eminescu va fer una referència a Sarmiszegetuza al "Poema de la tercera carta" als turons d'Argedava quan va descriure la batalla a la Rovina del 17 de maig de 1395.